# August Carl Eduard Baldamus
August Carl Eduard Baldamus, född 18 april 1812 i Giersleben, död 30 oktober 1893, var en tysk ornitolog, präst och gymnasielärare.
Baldamus sammankallade 1845 den första ornitologiska kongressen och grundade 1849 det tyska ornitologiska sällskapet, vars sekreterare han var under åtskilliga år. Tillsammans med Johann Heinrich Blasius och Friedrich Sturm avslutade han Johann Friedrich Naumanns Naturgeschichte der Vögel Deutschlands och utgav 1849-58 Naumannia. Archiv für Ornitholgie samt 1858-67 tillsammans med Jean Louis Cabanis Journal für Ornitholgie.